# Chittur, Sorab
Chittur là một làng thuộc tehsil Sorab, huyện Shimoga, bang Karnataka, Ấn Độ.